# Paolo Serrao
(Paolo Serrao rivolgendosi a Francesco Cilea durante una lezione di composizione.)
Paolo Serrao (Filadelfia, 11 aprile 1830 – Napoli, 17 marzo 1907) è stato un compositore e pianista italiano.

## Biografia
Paolo Serrao nacque a Filadelfia, una piccola cittadina nelle vicinanze di Catanzaro. I suoi genitori, dediti alla musica, lo iniziarono dandogli i primi rudimenti. Fu così che si segnalò, precocissimo, quale enfant prodige, essendo in grado, a soli otto anni, e da autodidatta, di eseguire un concerto per pianoforte e orchestra presso una serata pubblica organizzata dal suo zio, ufficiale della prefettura di Catanzaro. L'interesse che sorse attorno al fanciullo fece sì che Il Re di Napoli, su informazione del Consiglio Provinciale di Catanzaro per merito dello zio, eccezionalmente volle concedere che il giovane talento, nel 1839, e a soli nove anni, lo accolse gratuitamente nel Real Collegio di Musica a Napoli, a oggi il Conservatorio di Napoli. Ebbe inizio quindi, per il giovane Serrao, lo studio accademico del pianoforte,  sotto le cure del Maestro Francesco Lanza, allievo di Muzio Clementi. Successivamente iniziò lo studio della composizione con il maestro Carlo Conti.
Nel 18 giugno 1840 fu nominato Direttore del Real Collegio di Musica Saverio Mercadante. L'incontro con il Mercadante fu per il Serrao determinante e proficuo. Durante il loro lungo rapporto, durato circa trent'anni, il Mercadante dimostrò sempre stima e alta considerazione verso il Serrao e questi, a sua volta, lo ricambiò con un affetto quasi filiale. La stima del Mercadante fece sì che il Serrao fu designato a comporre, per il Teatro del Fondo (oggi denominato Teatro Mercadante), un'opera semiseria: L'impostore. Correva l'anno 1852, in cui il Serrao si congedava definitivamente dal Real Collegio, dove, completati i suoi studi accademici era ancora impegnato quale «Primo Maestrino».
Comunque, L'Impostore non fu poi rappresentata, come non fu rappresentata l'altra sua opera, del 1853, Leonora dei Bardi, per esplicito divieto della polizia, essendo il Serrao stato segnalato per aver preso parte ad attività anti-borboniche durante i moti del '48.
Finalmente, nel 1857, riuscì a far rappresentare la sua terza opera, che ebbe un felicissimo riscontro: G.B. Pergolesi, che egli aveva scritto sempre per il medesimo Teatro del Fondo. Un successo ulteriore e ben più duraturo gli assicurò l'opera successiva, La Duchessa di Guisa, rappresentata nel 1868 presso il Teatro San Carlo. Di esito minore, considerato dalla critica di soggetto debole, «Il Figliuol Prodigo», presentata l'anno successivo presso lo stesso teatro. Oltre alle opere liriche, figurano nel suo catalogo una copiosa produzione cameristica, una Sinfonia funebre, e molta musica sacra (messe, oratori e musica organistica).
Nel frattempo il Serrao si era dedicato all'attività didattica: nel 1860, infatti, gli venne affidata nel Conservatorio di Napoli prima la cattedra di armonia che era stata del suo maestro Gennaro Parisi; successivamente, gli fu affidata nel 1863 la cattedra di Contrappunto e Composizione, cattedra che occupò con prestigio fino agli ultimi giorni della sua vita. L'attività didattica si dimostrò ben presto congeniale a lui, a cui si dedicò con passione e senso di responsabilità, e che gli riserverà grandi soddisfazioni attraverso i suoi alunni che si formeranno alla sua scuola, dando lustro alla prestigiosa scuola musicale napoletana, e formando, fra essi, compositori illustri quali: Umberto Giordano, Francesco Cilea, Giuseppe Martucci, Ruggero Leoncavallo,Edgardo Del Valle de Paz, Alessandro Longo, Camillo De Nardis, Leopoldo Mugnone, Attilio Brugnoli, Mattia Forte, Michele Esposito. La sua fama di didatta divenne ben presto nota in tutta Italia. Rossini gli offrì la direzione del Liceo Musicale di Bologna, e Verdi, che nutriva per lui una profonda stima, lo volle con sé come collaboratore a un progetto di riforma musicale voluto dal Ministero della Cultura.
Fu insignito dal Re d'Italia dell'onorificenza di «Cavaliere della Corona d'Italia». Fu direttore del Conservatorio di Napoli fra il 1878 e il 1887.

## Opere Liriche di Paolo Serrao
- L'impostore (1850)
- Leonora dei Bardi (1853)
- G.B. Pergolesi (1857)
- La Duchessa di Guisa, opera seria in 3 atti, libretto di Francesco Maria Piave (1865)
- Il Figliuol Prodigo (1868)

## Curiosità
Il titolo di «Maestrino», creato proprio nel Conservatorio di Napoli, rimase in uso fino ai primi del Novecento, come esplicito riconoscimento della compiutezza del curriculum e della caratura artistica negli alunni più dotati, specialmente quelli di composizione. A tal proposito, si ricorda che a tutto l'Ottocento e nei primi decenni del Novecento, era uso comune, nei conservatori, attribuire il titolo di «Maestro» soltanto ai compositori, mentre tutti gli altri esecutori prendevano il titolo di «Professore». Il compito del «Maestrino», quindi, era multiforme: assistere o «supplire» il Maestro nell'esercizio della propria disciplina, dirigere esecuzioni corali o orchestrali che venivano offerte al pubblico come «saggi di studio», comporre e far eseguire lavori di un certo respiro quali operine, oratori, cantate, messe, eccetera.